# Psychotria cardenasii
Psychotria cardenasii är en måreväxtart som beskrevs av Paul Carpenter Standley. Psychotria cardenasii ingår i släktet Psychotria och familjen måreväxter. Inga underarter finns listade i Catalogue of Life.